# Specie di Ilex
Il genere Ilex comprende 560 specie:

## A
- Ilex abscondita Steyerm.
- Ilex aculeolata Nakai
- Ilex acutidenticulata Steyerm.
- Ilex affinis Gardner
- Ilex aggregata (Ruiz & Pav.) Loes.

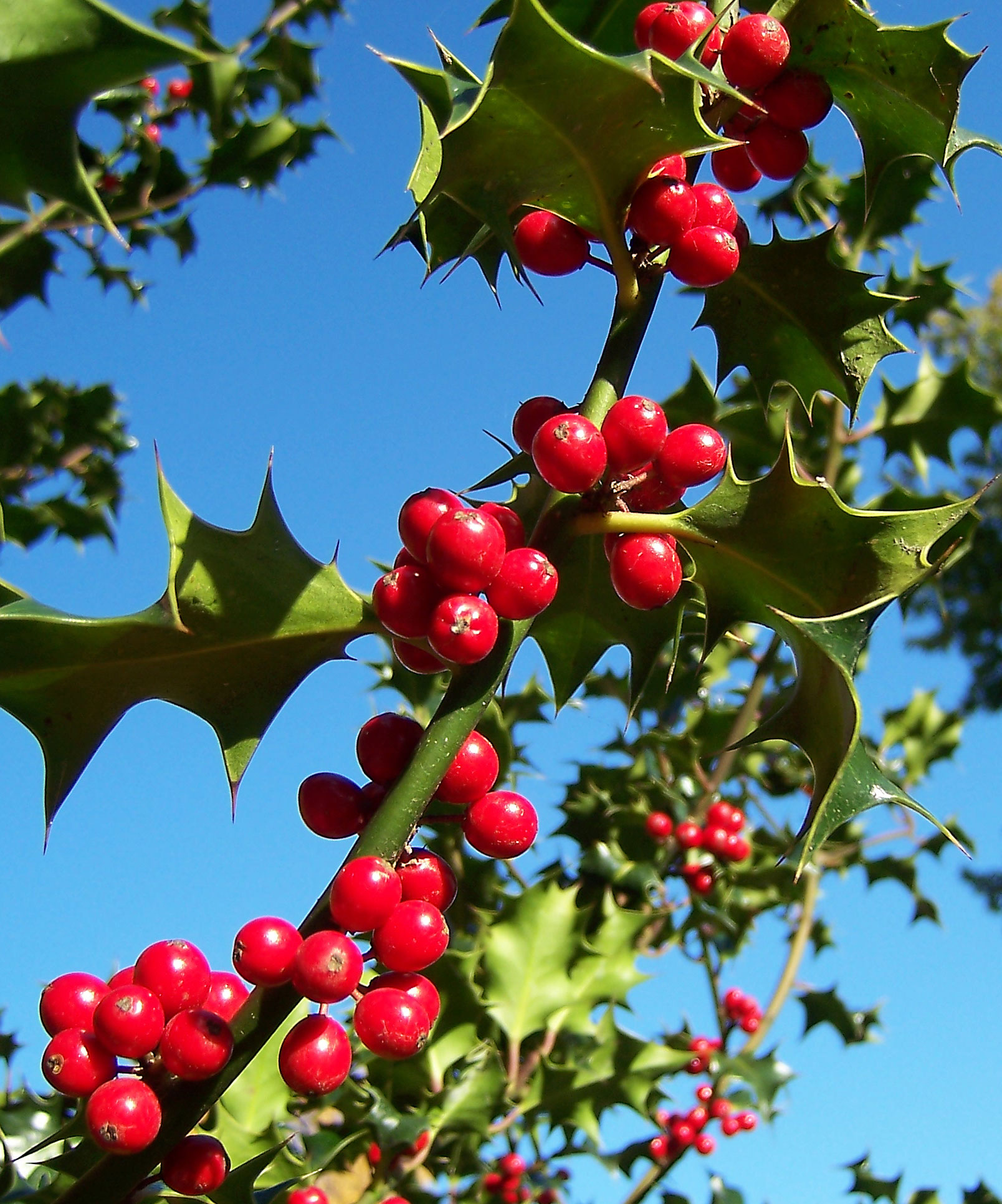
Ilex aquifolium

- Ilex alternifolia (Zoll. & Moritzi) Loes.
- Ilex altiplana Steyerm.
- Ilex amazonensis  Edwin
- Ilex ambigua (Michx.) Torr.
- Ilex amelanchier M.A. Curtis ex Chapm.
- Ilex amplifolia Rusby
- Ilex amygdalina  Reissek ex Loes.
- Ilex andicola Loes.
- Ilex angulata Merr. & Chun
- Ilex angustissima Reissek
- Ilex annamensis Tardieu
- Ilex anodonta Standl. & Steyerm.
- Ilex anomala Hook. & Arn.
- Ilex antonii Elmer
- Ilex apicidens N.E.Br.
- Ilex apiensis S.Andrews
- Ilex aquifolium L. - agrifoglio
- Ilex aracamuniana Steyerm.
- Ilex archeri Edwin
- Ilex ardisiifrons Reissek
- Ilex argentina  Lillo
- Ilex arimensis  (Loes.) Britton ex R.O.Williams
- Ilex arisanensis  Yamam.
- Ilex arnhemensis (F.Muell.) Loes.
- Ilex asperula Mart.
- Ilex asprella (Hook. & Arn.) Champ. ex Benth.
- Ilex atabapoensis  T.R.Dudley
- Ilex atrata W.W. Sm.
- Ilex × attenuata Ashe
- Ilex auricula S.Andrews
- Ilex austrosinensis C.J.Tseng
- Ilex azuensis Loes.

## B
- Ilex baasiana B.C.Stone & Kiew
- Ilex bahiahondica (Loes.) P.A. Gonzalez
- Ilex barahonica Loes.
- Ilex belizensis Lundell
- Ilex berteroi Loes.
- Ilex bidens C.Y. Wu
- Ilex bidoupensis Yahara & Tagane
- Ilex bioritsensis Hayata
- Ilex biserrulata Loes.
- Ilex blancheana Judd
- Ilex blanchetii Loes.
- Ilex brachyphylla (Hand.-Mazz.) S.Y. Hu
- Ilex brandegeeana Loes.
- Ilex brasiliensis (Spreng.) Loes.
- Ilex brevicuspis Reissek
- Ilex brevipedicellata Steyerm.
- Ilex buergeri Miq.
- Ilex buxifolia Gardner
- Ilex buxoides S.Y.Hu

## C
- Ilex calcicola W.B.Liao & K.W.Xu
- Ilex canariensis Poir.
- Ilex cardonae Steyerm.
- Ilex cassine L.
- Ilex cauliflora  H.W.Li
- Ilex celebensis Capit.
- Ilex centrochinensis S.Y.Hu
- Ilex cerasifolia Reissek
- Ilex chamaebuxus C.Y.Wu
- Ilex chamaedryfolia Reissek
- Ilex championii Loes.
- Ilex chapaensis Merr.

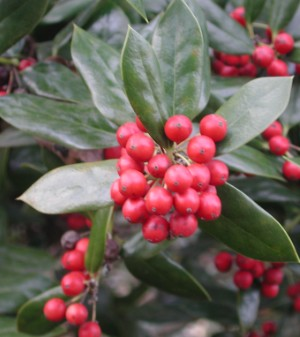
Ilex cassine

- Ilex chengbuensis C.J. Qi & Q.Z. Lin
- Ilex chengkouensis C.J. Tseng
- Ilex cheniana T.R. Dudley
- Ilex chevalieri Tardieu
- Ilex chinensis Sims
- Ilex chingiana Hu & T. Tang
- Ilex chiriquensis Standl.
- Ilex chuguangii M.M.Lin
- Ilex chuniana S.Y. Hu
- Ilex ciliolata Steyerm.
- Ilex cinerea Champ. ex Benth.
- Ilex clementis Britton & P.Wilson
- Ilex clethriflora S.Andrews
- Ilex cochinchinensis (Lour.) Loes.
- Ilex cognata Reissek
- Ilex colchica Pojark.
- Ilex collina Alexander
- Ilex colombiana Cuatrec.
- Ilex condensata Turcz.
- Ilex condorensis Pierre
- Ilex confertiflora  Merr.
- Ilex congesta Reissek
- Ilex conocarpa Reissek
- Ilex cookii Britton & P.Wilson
- Ilex corallina Franch.
- Ilex coriacea (Pursh) Chapm.
- Ilex cornuta Lindl. & Paxton
- Ilex corymbosa A.J.Ford & Halford
- Ilex costaricensis Donn.Sm.
- Ilex costata Edwin
- Ilex cowanii Wurdack
- Ilex crassifolioides Loes.
- Ilex crenata Thunb.
- Ilex cubana Loes.
- Ilex culmenicola Steyerm.
- Ilex curranii Merr.
- Ilex cuthbertii Small
- Ilex cymosa Blume
- Ilex cyrtura Merr.

## D

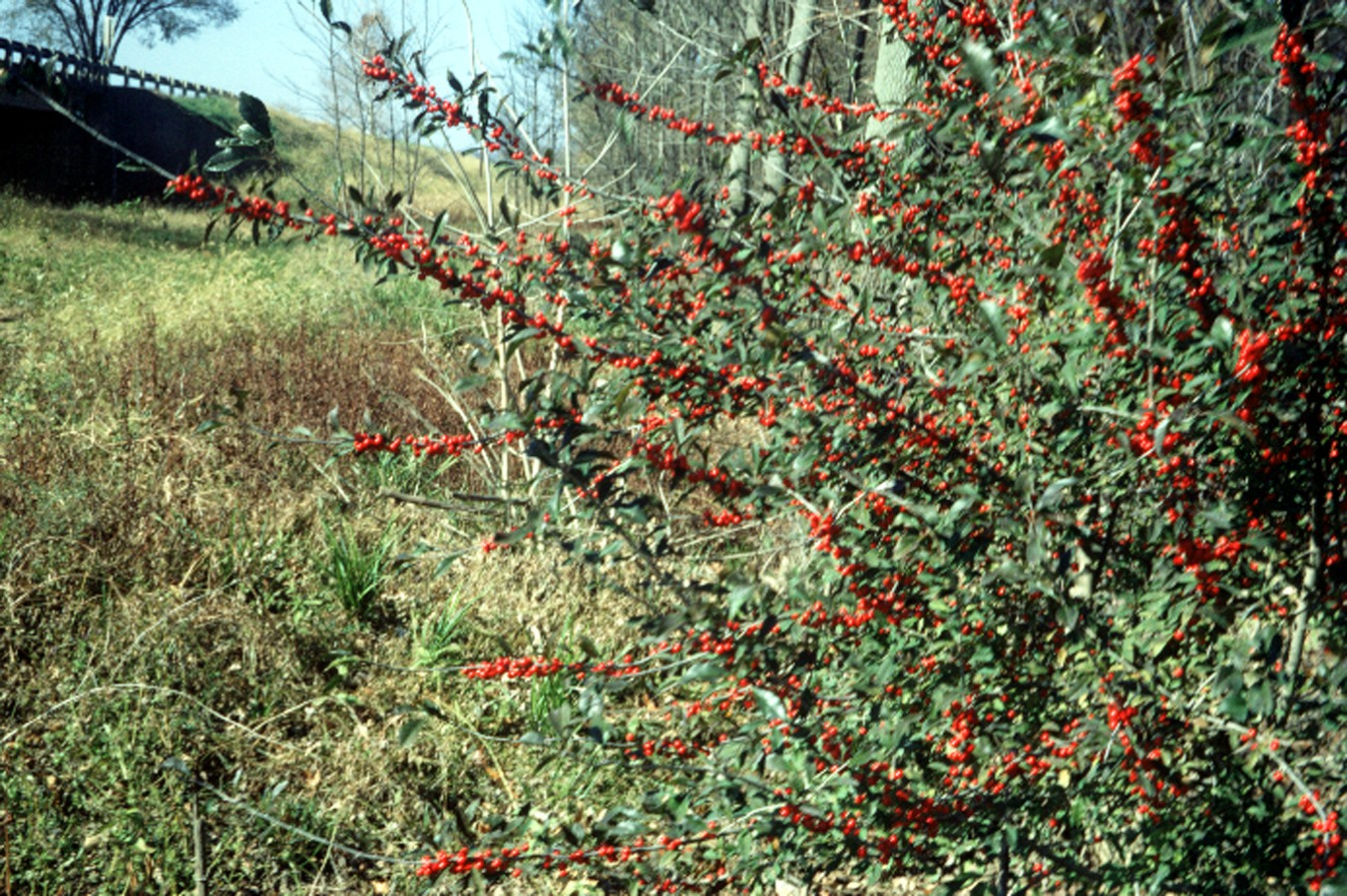
Ilex decidua

- Ilex dabieshanensis K.Yao & M.B.Deng
- Ilex danielis Killip & Cuatrec.
- Ilex daphnogenea Reissek
- Ilex dasyclada C.Y.Wu
- Ilex dasyphylla Merr.
- Ilex davidsei Steyerm.
- Ilex decidua Walter
- Ilex dehongensis S.K.Chen & Y.X.Feng
- Ilex delavayi Franch.
- Ilex densifolia Miq.
- Ilex denticulata Wall. ex Wight
- Ilex depressifructu Pruesapan & Welzen
- Ilex dianguiensis C.J. Tseng
- Ilex dicarpa Y.R. Li
- Ilex dictyoneura Loes.
- Ilex dimorphophylla Koidz.
- Ilex dioica (Vahl) Griseb.
- Ilex diospyroides Reissek
- Ilex dipyrena Wall.
- Ilex discolor Hemsl.
- Ilex diuretica Mart. ex Reissek
- Ilex divaricata Mart. ex Reissek
- Ilex dolichopoda Merr. & Chun
- Ilex duarteensis Loes.
- Ilex dugesii Fernald
- Ilex duidae Gleason
- Ilex dumosa Reissek

## E
- Ilex editicostata Hu & Tang
- Ilex elliptica Kunth
- Ilex elmerrilliana S.Y. Hu
- Ilex embelioides Hook.f.
- Ilex emmae D.M.Hicks
- Ilex englishii Lace
- Ilex eoa Alain
- Ilex ericoides Loes.
- Ilex estriata C.J. Tseng
- Ilex euryaeformis Reissek
- Ilex euryoides C.J. Tseng
- Ilex excavata Pierre
- Ilex excelsa (Wall.) Voigt

## F
- Ilex fanshawei Edwin
- Ilex farallonensis Cuatrec.
- Ilex fargesii Franch.
- Ilex fengqingensis C.Y.Wu
- Ilex ferruginea Hand.-Mazz.
- Ilex ficifolia C.J.Tseng
- Ilex ficoidea Hemsl.
- Ilex floribunda Reissek ex Maxim.
- Ilex florifera Fawc. & Rendle
- Ilex flosparva Cuatrec.
- Ilex formosana Maxim.
- Ilex forrestii H.F.Comber
- Ilex friburgensis Loes.
- Ilex fruticosa S.Andrews
- Ilex fuertensiana (Loes.) T.R.Dudley
- Ilex fukienensis S.Y.Hu

## G
- Ilex gabinetensis Cuatrec.
- Ilex gabrielleana Loizeau
- Ilex gagnepainiana Tardieu
- Ilex gale Triana & Planch.
- Ilex gansuensis D.Y.Hong
- Ilex gardneriana Wight
- Ilex geniculata Maxim.
- Ilex georgei Comber
- Ilex glabella Steyerm.
- Ilex glabra (L.) A.Gray
- Ilex glaucophylla Steyerm.
- Ilex glazioviana Loesner
- Ilex gleasoniana Steyerm.
- Ilex glomerata King
- Ilex godajam Colebr. ex Hook.f.
- Ilex goshiensis Hayata

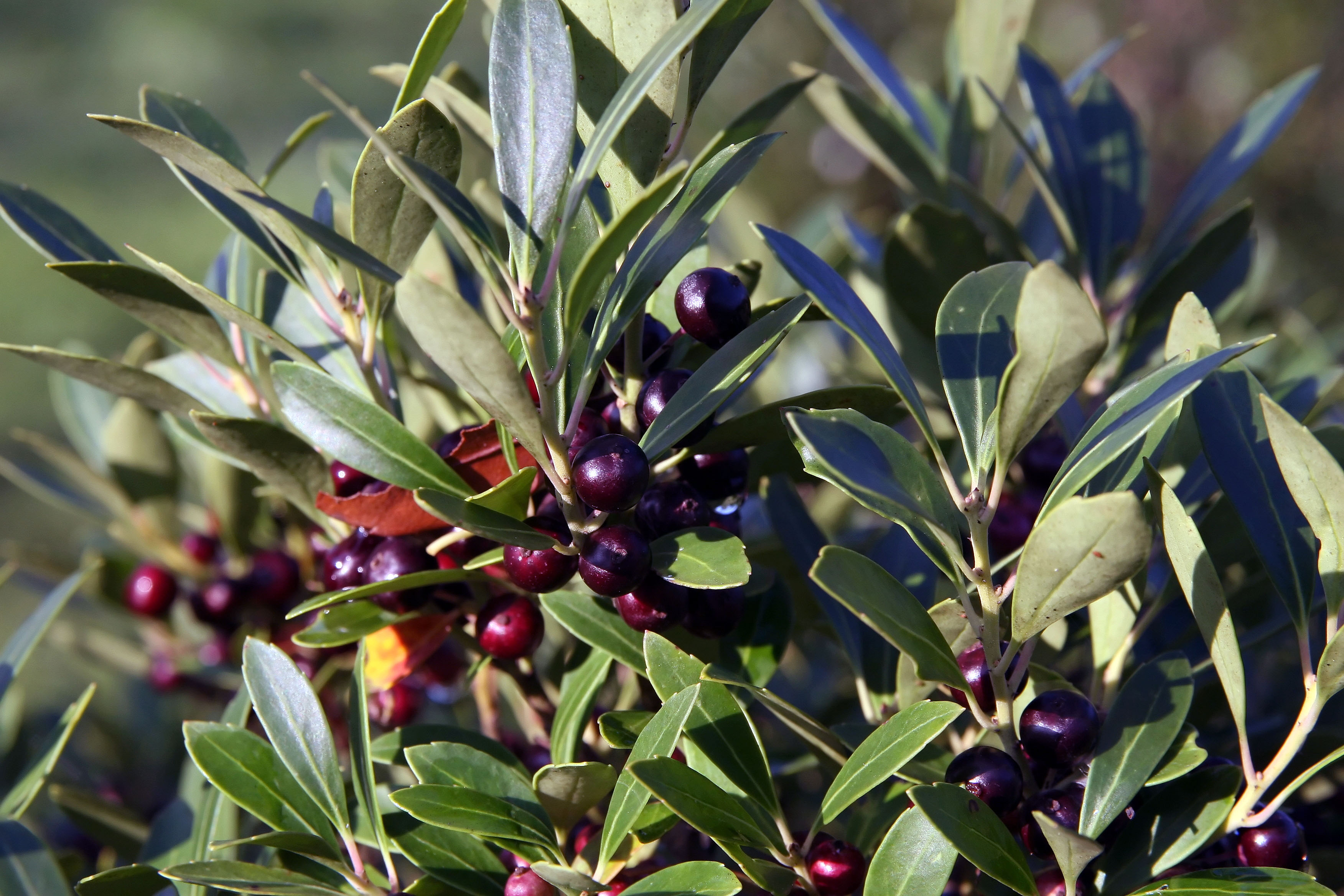
Ilex glabra

- Ilex gotardensis Loizeau & Spichiger
- Ilex goudotii Loes.
- Ilex graciliflora Champ. ex Benth.
- Ilex grandiflora Ridl.
- Ilex gransabanensis Steyerm.
- Ilex guaiquinimae Steyerm.
- Ilex guangnanensis C.J.Tseng & Y.R.Li
- Ilex guangxica Doweld
- Ilex guaramacalensis Cuello & Aymard
- Ilex guayusa Loes.
- Ilex guerreroii Merr. ex Elmer
- Ilex guianensis (Aubl.) Kuntze
- Ilex guizhouensis C.J.Tseng
- Ilex gundlachiana Loes.

## H
- Ilex haberi (Lundell) W.J.Hahn
- Ilex hahnii Doweld
- Ilex hainanensis Merr.
- Ilex hanceana Maxim.
- Ilex harmandiana Pierre
- Ilex harrisii Loes.
- Ilex havilandii Loes.
- Ilex hayatana Loes.
- Ilex hemiepiphytica W.J.Hahn
- Ilex hicksii I.M.Turner
- Ilex hippocrateoides Kunth
- Ilex hirsuta C.J.Tseng ex S.K.Chen & Y.X.Feng
- Ilex holstii Steyerm.
- Ilex honbaensis Tardieu
- Ilex hondurensis Standl.
- Ilex hongiaoensis Tagane
- Ilex hookeri King
- Ilex huachamacariana Edwin
- Ilex huana C.J.Tseng ex S.K.Chen & Y.X.Feng
- Ilex huberi J.R.Grande
- Ilex hylonoma Hu & T. Tang
- Ilex hypaneura Loes.
- Ilex hypoglauca (Miq.) Loes.

## I

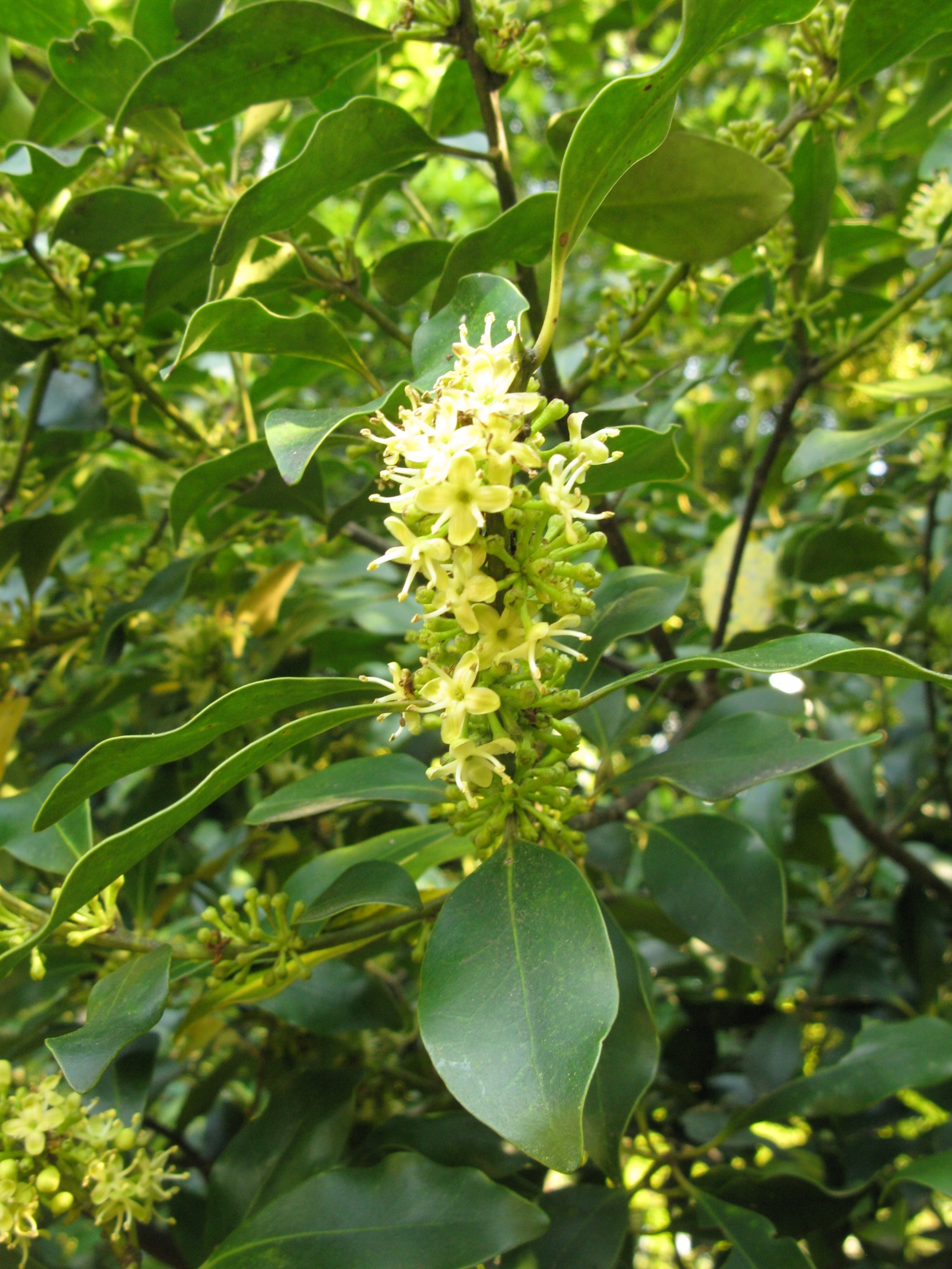
Ilex integra

- Ilex ignicola Steyerm.
- Ilex ijuensis S.Andrews
- Ilex illustris Ridl.
- Ilex impressa Ekman & Loes.
- Ilex integerrima Reissek
- Ilex integra Thunb.
- Ilex intermedia Loes.
- Ilex intricata Hook.f.

## J
- Ilex jacobsii S.Andrews
- Ilex jamaicana Proctor
- Ilex jaramillana Cuatrec.
- Ilex jauaensis Steyerm.
- Ilex jelskii Zahlbr.
- Ilex jenmanii Loes.
- Ilex jiangmenensis Lei Jiang & K.W.Xu
- Ilex jiaolingensis C.J.Tseng & H.H.Liu
- Ilex jingxiensis Y.F.Huang & M.X.Lai
- Ilex jinyunensis Z.M.Tan
- Ilex jiuwanshanensis C.J.Tseng
- Ilex julianii Edwin
- Ilex juttana Loizeau & Spichiger

## K
- Ilex karstenii Loes.
- Ilex karuaiana Steyerm.
- Ilex kaushue S.Y. Hu
- Ilex kelabitana S.Andrews
- Ilex kelsallii Ridl.
- Ilex kengii S.Y. Hu
- Ilex keranjiensis S.Andrews
- Ilex ketambensis T.R.Dudley
- Ilex khasiana Purkay.
- Ilex kiangsiensis (S.Y. Hu) C.J. Tseng & B.W. Liu
- Ilex kobuskiana S.Y. Hu
- Ilex kinabaluensis S.Andrews
- Ilex kingiana Cockerell
- Ilex × kiusiana Hatus.
- Ilex knucklesensis Philcox
- Ilex krugiana Loes.
- Ilex kunmingensis H.W. Li
- Ilex kusanoi Hayata
- Ilex kwangtungensis Merr.

## L

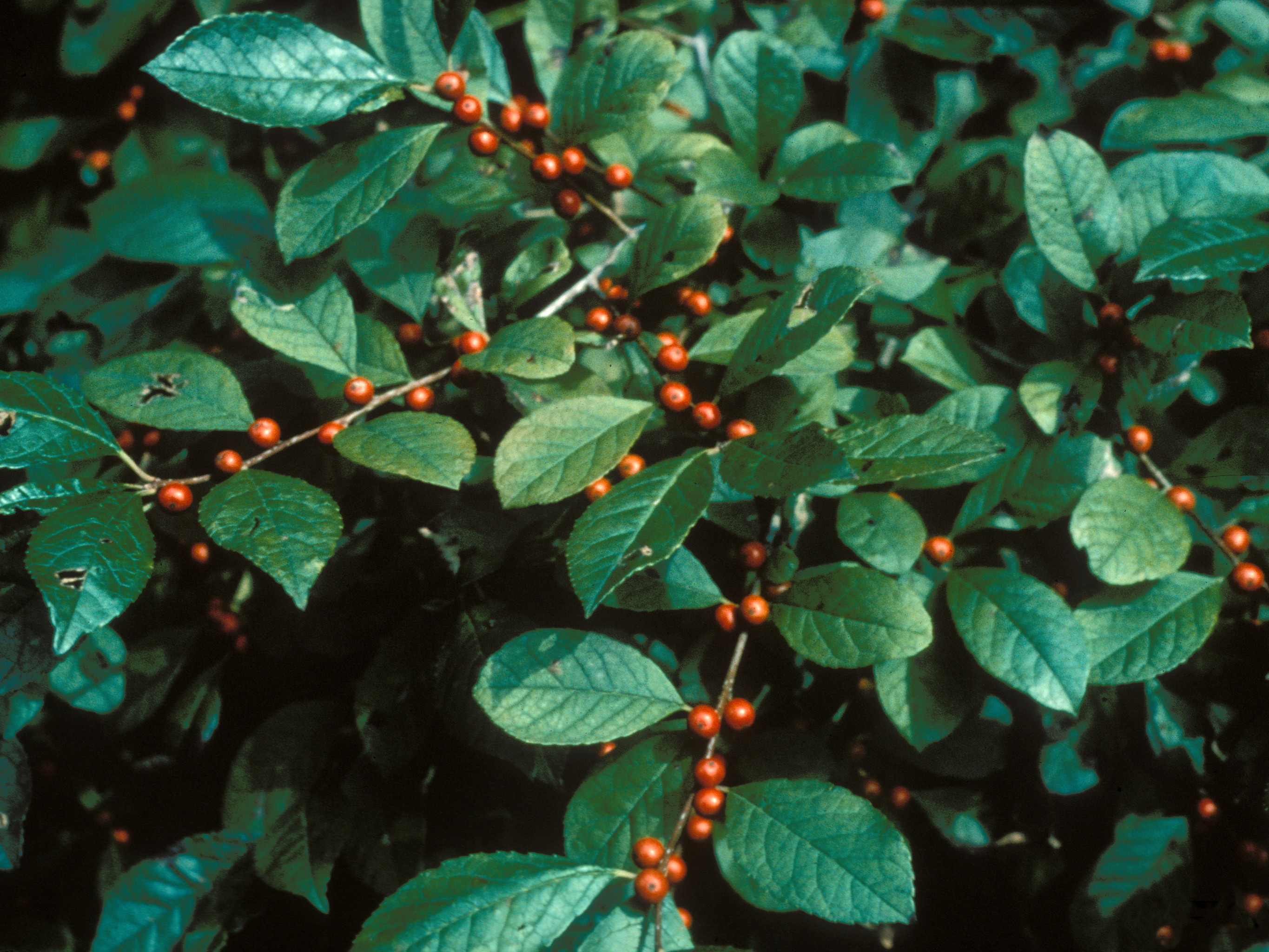
Ilex laevigata

- Ilex laevigata (Pursh) A.Gray
- Ilex lamprophylla Standl.
- Ilex lancilimba Merr.
- Ilex lasseri Edwin
- Ilex latifolia Thunb.
- Ilex latifrons Chun
- Ilex laureola Triana
- Ilex laurina Kunth
- Ilex leucoclada (Maxim.) Makino
- Ilex liana S.Y. Hu
- Ilex liangii S.Y. Hu
- Ilex liebmannii Standl.
- Ilex liesneri Steyerm.
- Ilex lihuaensis T.R. Dudley
- Ilex lilianeae Loizeau & Spichiger
- Ilex linii C.J. Tseng
- Ilex litseifolia Hu & T. Tang
- Ilex liukiuensis Loes.
- Ilex loeseneri Tardieu
- Ilex lohfauensis Merr.
- Ilex longicaudata Comber
- Ilex longipes Chapm. ex Trel.
- Ilex longipetiolata Loes.
- Ilex longipilosa Steyerm.
- Ilex longzhouensis C.J. Tseng
- Ilex lonicerifolia Hayata
- Ilex loranthoides Mart. ex Reissek
- Ilex loretoica Loes.
- Ilex ludianensis S.C. Huang
- Ilex lundii Warm.

## M
- Ilex maasiana Loizeau & Spichiger
- Ilex macarenensis Cuatrec.
- Ilex macfadyenii (Walp.) Rehder
- Ilex machilifolia H.W. Li
- Ilex maclurei Merr.
- Ilex macrocarpa Oliv.
- Ilex macropoda Miq.
- Ilex macrostigma C.Y. Wu
- Ilex magnifolia Cuatrec.
- Ilex magnifructa Edwin
- Ilex maguirei Wurdack
- Ilex maigualidensis J.R.Grande
- Ilex maingayi Hook.f.
- Ilex × makinoi H.Hara
- Ilex malabarica Bedd.
- Ilex malaccensis Loes.
- Ilex mandonii Loes.
- Ilex manitzii P.A.González
- Ilex manneiensis S.Y.Hu
- Ilex marahuacae Steyerm.
- Ilex marginata Edwin
- Ilex marlipoensis H.W.Li
- Ilex martiniana D.Don
- Ilex matanoana Makino
- Ilex maxima W.J.Hahn
- Ilex maximowicziana Loes.
- Ilex medogensis Y.R. Li

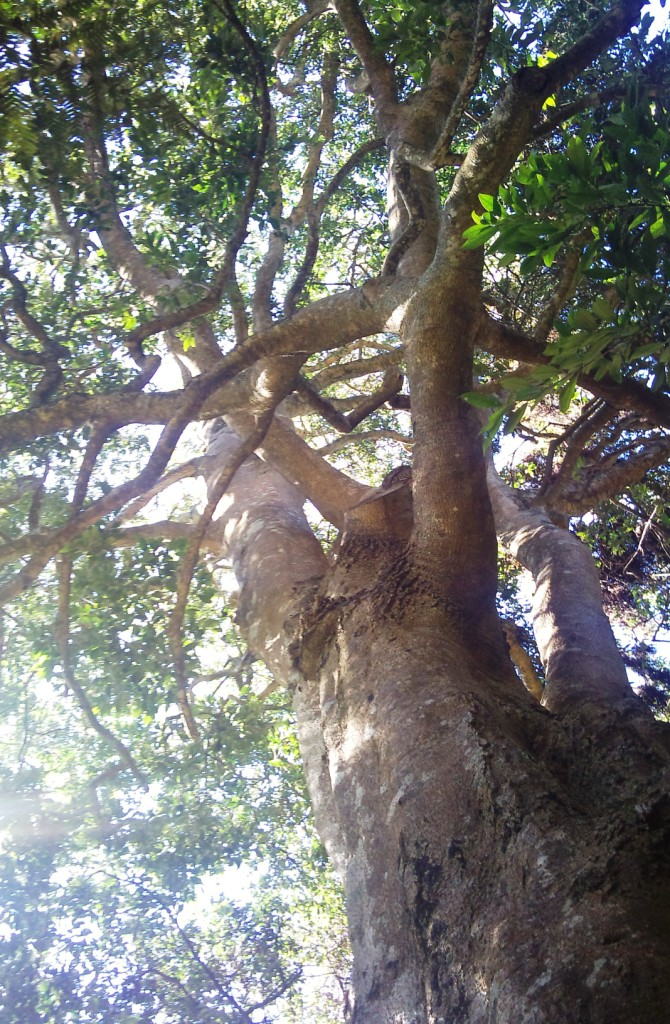
Ilex mitis

- Ilex megalophylla Edwin ex T.R.Dudley
- Ilex megaphylla S.Andrews
- Ilex melanophylla H.T. Chang
- Ilex memecylifolia Champ. ex Benth.
- Ilex mertensii Maxim.
- Ilex mesilauensis S.Andrews
- Ilex metabaptista Loes.
- Ilex micrantha Triana & Planch.
- Ilex micrococca Maxim.
- Ilex microdonta Reissek
- Ilex microphylla Hook.
- Ilex microstricta Loes.
- Ilex microwrightioides Loes.
- Ilex miguensis S.Y. Hu
- Ilex mitis (L.) Radlk. - agrifoglio africano
- Ilex montana Torr. & A. Gray
- Ilex montebellensis Lozada-Pérez
- Ilex mucronata (L.) M.Powell, Savol. & S.Andrews
- Ilex mucronulata Cuatrec.
- Ilex mucugensis Groppo
- Ilex myricoides Kunth
- Ilex myrtifolia Walter
- Ilex myrtillus Ridl.

## N
- Ilex nanchuanensis Z.M.Tan
- Ilex nanningensis Hand.-Mazz.
- Ilex nayana Cuatrec.
- Ilex neblinensis Edwin
- Ilex nemorosa Rizzini
- Ilex neomamillata I.M.Turner
- Ilex neoreticulata I.M.Turner
- Ilex nervosa Triana & Planch.
- Ilex nervulosa (Loes.) S.Andrews
- Ilex nigropunctata Miers
- Ilex ningdeensis C.J. Tseng
- Ilex nipponica Makino
- Ilex nitida (Vahl) Maxim.
- Ilex nitidissima C.J. Tseng
- Ilex nothofagifolia Kingdon-Ward
- Ilex nothophoeboides I.M.Turner
- Ilex nubicola C.Y. Wu
- Ilex nuculicava S.Y. Hu
- Ilex nummularia Reissek

## O
- Ilex obcordata Sw.
- Ilex obtusata Triana & Planch.
- Ilex occulta C.J. Tseng
- Ilex odorata Buch.-Ham. ex D.Don
- Ilex oligodonta Merr. & Chun
- Ilex oligoneura Loes.
- Ilex oliveriana Loes.
- Ilex omeiensis Hu & T. Tang
- Ilex opaca Aiton
- Ilex organensis Loes.
- Ilex ovalifolia Bonpl. ex Miers
- Ilex ovalis (Ruiz & Pav.) Loes.
- Ilex × owariensis Hatus. & M.Kobay.

## P
- Ilex pachyphylla Merr.
- Ilex pallida Standl.
- Ilex paltorioides Reissek

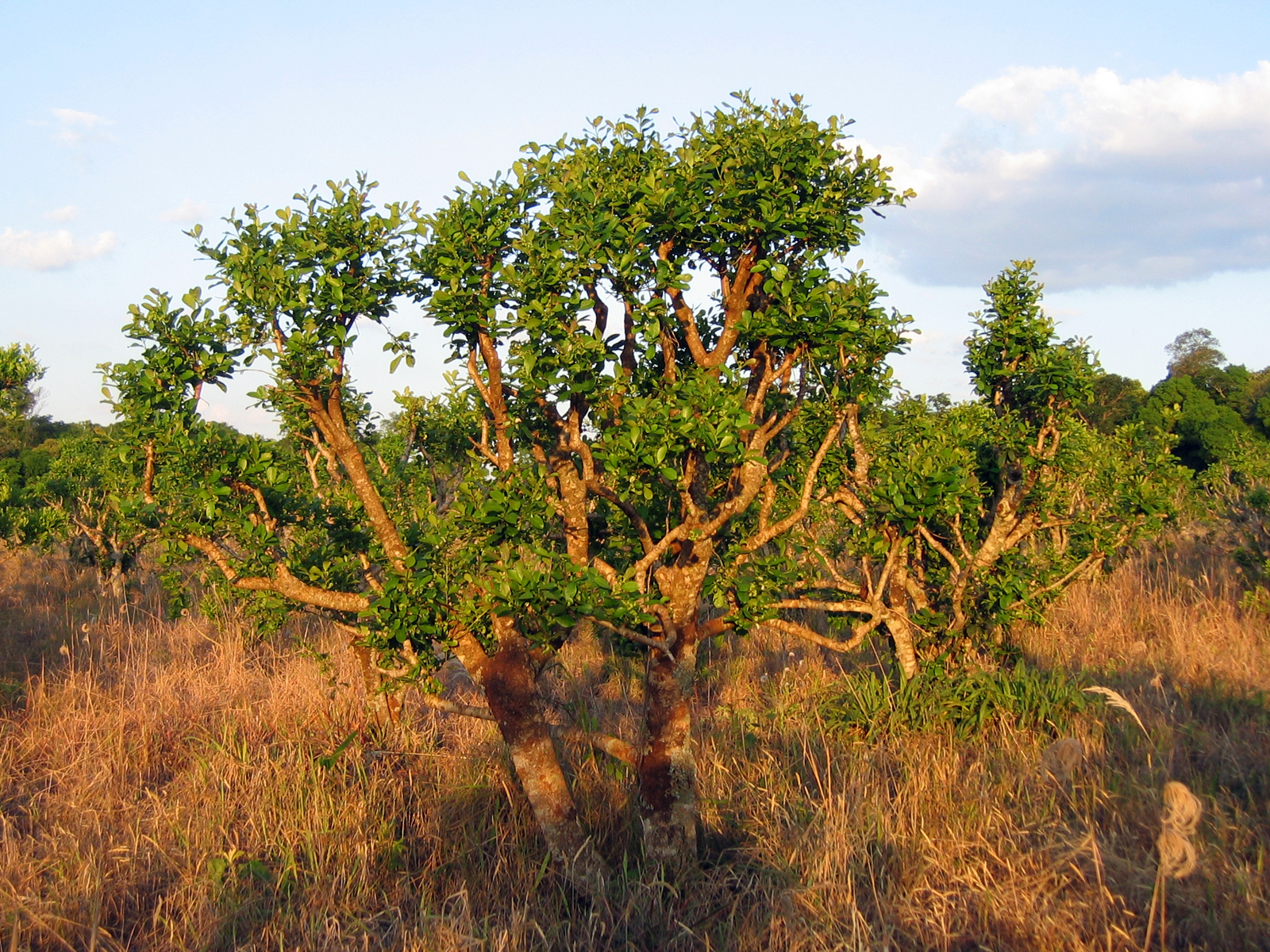
Ilex paraguariensis

- Ilex paraguariensis A.St.-Hil. - mate
- Ilex paruensis Steyerm.
- Ilex parvifructa Edwin
- Ilex patens Ridl.
- Ilex pauciflora Ridl.
- Ilex paucinervia Merr.
- Ilex paujiensis Steyerm.
- Ilex pedunculosa Miq.
- Ilex peiradena S.Y.Hu
- Ilex pentagona S.K.Chen, Y.X.Feng & C.F.Liang
- Ilex perado Aiton
- Ilex perlata C. Chen & S.C. Huang
- Ilex permicrophylla Merr.
- Ilex pernervata Cuatrec.
- Ilex pernyi Franch.
- Ilex perryana S.Y.Hu
- Ilex petiolaris Benth.
- Ilex phanganensis Pruesapan & Welzen
- Ilex phillyreaefolia Reissek
- Ilex pingheensis C.J.Tseng
- Ilex pingnanensis S.Y.Hu
- Ilex poiensis S.Andrews
- Ilex poilanei Tardieu
- Ilex polita Steyerm.
- Ilex polypyrena C.J.Tseng & B.W.Liu
- Ilex pringlei Standl.
- Ilex praetermissa Kiew
- Ilex promecophylla S.Andrews
- Ilex prostrata Groppo
- Ilex psammophila Reissek
- Ilex pseudo-odorata Loes.
- Ilex pseudobuxus Reissek
- Ilex pseudoebenacea Loes.
- Ilex pseudomachilifolia C.Y. Wu
- Ilex pseudothea Reissek
- Ilex pseudotheezans Loes.
- Ilex pseudoumbelliformis T.R.Dudley
- Ilex pseudovaccinium Reissek ex Maxim.
- Ilex ptariana Steyerm.
- Ilex pubescens Hook. & Arn.
- Ilex pubifructa Pruesapan, S.Andrews & D.A.Simpson
- Ilex pubigera (C.Y. Wu) S.K. Chen & Y.X. Feng
- Ilex pubilimba Merr. & Chun
- Ilex pustulosa Triana & Planch.
- Ilex pyrifolia C.J.Tseng

## Q
- Ilex qianlingshanensis C.J.Tseng
- Ilex qingyuanensis C.Z.Zheng
- Ilex quercetorum I.M.Johnst.
- Ilex quitensis (Humb. & Bonpl. ex Schult.) Loes.

## R
- Ilex ramonensis Standl.
- Ilex rarasanensis Sasaki
- Ilex renae S.Andrews
- Ilex retusa Klotzsch ex Reissek
- Ilex retusifolia S.Y. Hu
- Ilex rimbachii Standl.
- Ilex robusta C.J. Tseng

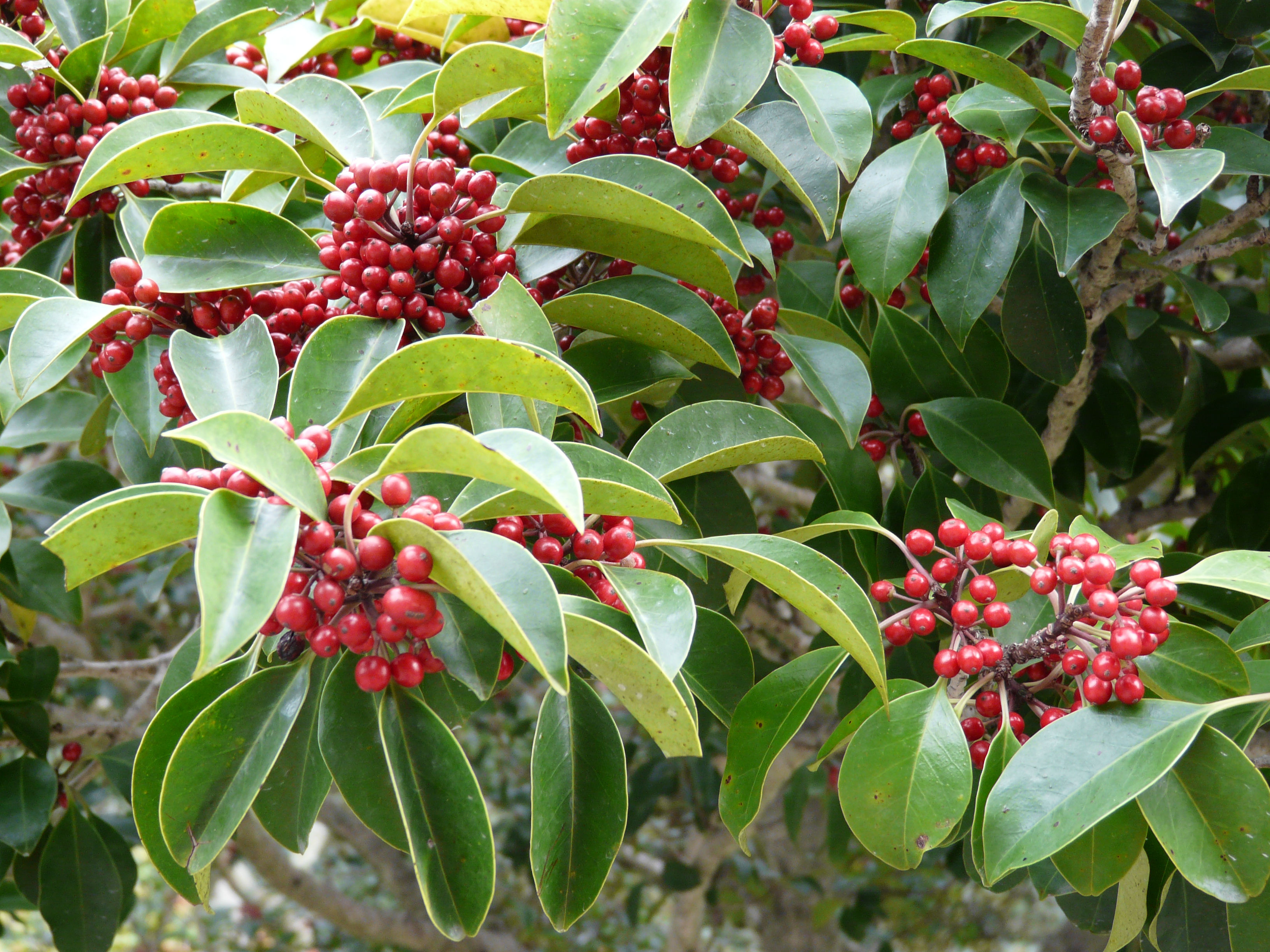
Ilex rotunda

- Ilex robustinervosa C.J. Tseng ex S.K. Chen & Y.X. Feng
- Ilex rotunda Thunb.
- Ilex rubra S. Watson
- Ilex rubrinervia Tardieu
- Ilex rubroantheriana S.S.Ying
- Ilex rugosa F.Schmidt
- Ilex rupicola Kunth

## S
- Ilex salicina Hand.-Mazz.

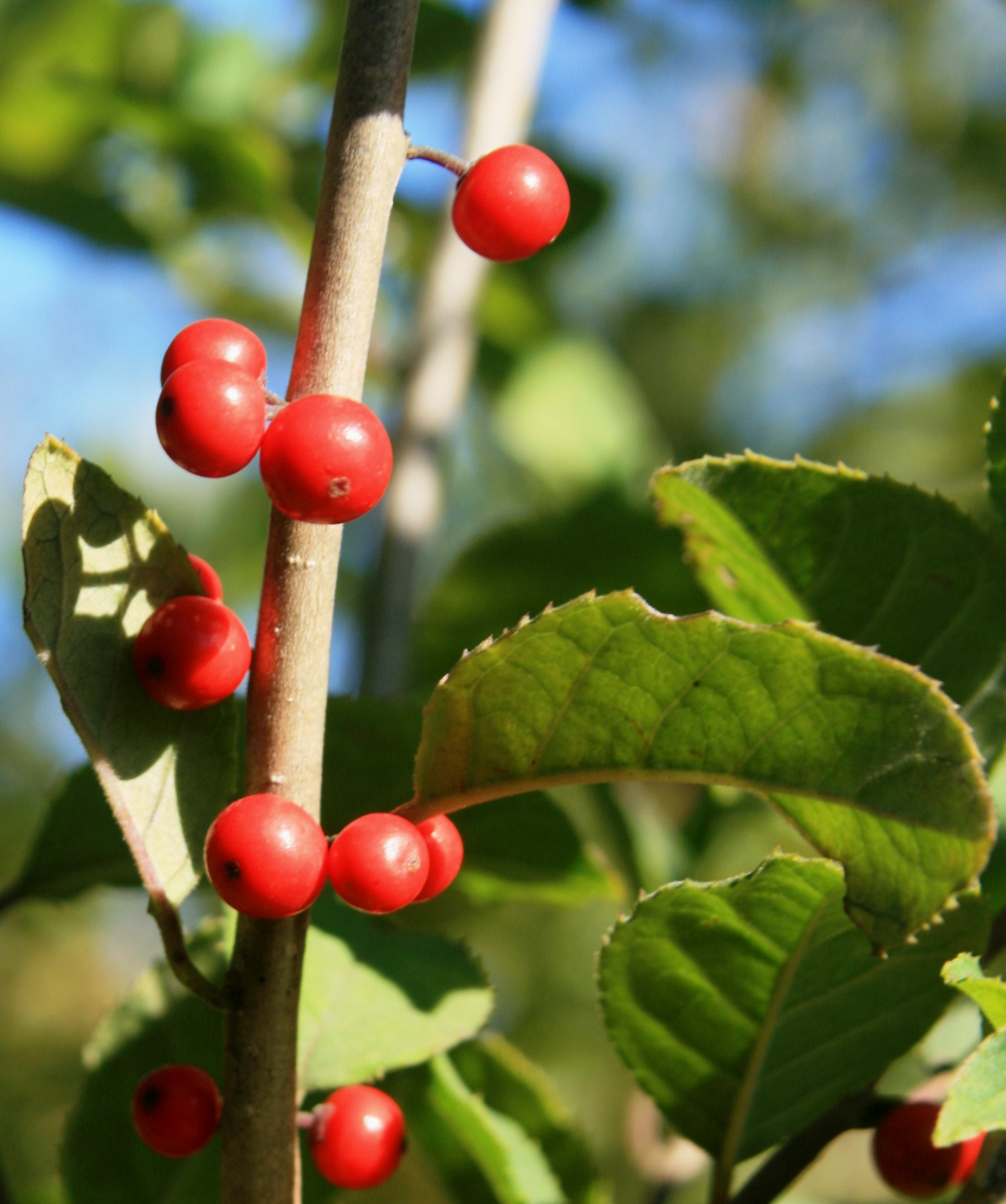
Ilex serrata

- Ilex sanqingshanensis W.B.Liao, Q.Fan & S.Shi
- Ilex sapiiformis Reissek
- Ilex sapotifolia Reissek
- Ilex savannarum Wurdack
- Ilex saxicola C.J. Tseng & H.H. Liu
- Ilex schwackeana Loes.
- Ilex sclerophylla Hook.f.
- Ilex sclerophylloides Loes.
- Ilex scopulorum Kunth
- Ilex scutiiformis Reissek
- Ilex sebertii Pancher
- Ilex serrata Thunb.
- Ilex servinii E.Carranza
- Ilex sessiliflora Triana & Planch.
- Ilex sessilifructa Edwin
- Ilex shennongjiaensis T.R. Dudley & S.C. Sun
- Ilex shimeica K.F. Kwok
- Ilex shukunii Y.Yang & H.Peng
- Ilex shweliensis H.F.Comber
- Ilex sideroxyloides (Sw.) Griseb.
- Ilex sikkimensis Kurz
- Ilex sinica (Loes.) S.Y. Hu
- Ilex sipapoana Edwin
- Ilex socorroensis Brandegee
- Ilex soderstromii Edwin
- Ilex solida Edwin
- Ilex spicata Blume
- Ilex spinigera (Loes.) Loes.
- Ilex spruceana Reissek
- Ilex stellata W.J. Hahn
- Ilex stenocarpa Pojark.
- Ilex stenura (Merr. & L.M.Perry) D.M.Hicks
- Ilex sterrophylla Merr. & Chun
- Ilex stewardii S.Y.Hu
- Ilex steyermarkii Edwin
- Ilex strigillosa T.R.Dudley
- Ilex suaveolens (H. Lév.) Loes.
- Ilex subcaudata Merr. ex Elmer
- Ilex subcordata Reissek
- Ilex subcrenata S.Y.Hu
- Ilex suber Loes.
- Ilex subficoidea S.Y. Hu
- Ilex sublongecaudata C.J.Tseng
- Ilex subodorata S.Y.Hu
- Ilex subrotundifolia Steyerm.
- Ilex subrugosa Loes.
- Ilex sugerokii Maxim.
- Ilex suichangensis C.Z.Zheng
- Ilex summa Steyerm.
- Ilex suprema Cuatrec.
- Ilex suzukii S.Y.Hu
- Ilex synpyrena C.J.Tseng
- Ilex syzygiophylla C.J.Tseng ex S.K.Chen & Y.X.Feng
- Ilex szechwanensis Loes.

## T
- Ilex tadiandamolensis Kesh.Murthy, Yogan. & Vasud.Nair
- Ilex tahanensis Kiew
- Ilex tamii T.R. Dudley
- Ilex tarapotina Loes.
- Ilex tateana Steyerm.
- Ilex taubertiana Loes.
- Ilex tectonica W.J.Hahn
- Ilex tenuis C.J. Tseng
- Ilex tepuiana Steyerm. ex Edwin
- Ilex teratopis Loes.
- Ilex tetramera (Rehder) C.J.Tseng
- Ilex theezans Mart.
- Ilex thyrsiflora Klotzsch ex Reissek
- Ilex tiricae Edwin
- Ilex tonii Lundell
- Ilex tonkinensis Pierre
- Ilex toroidea D.M.Hicks
- Ilex trachyphylla Loes.
- Ilex trichocarpa H.W.Li
- Ilex trichothyrsa Loes.
- Ilex triflora Blume1
- Ilex tsangii S.Y.Hu
- Ilex tsiangiana C.J. Tseng
- Ilex tsoi Merr. & Chun
- Ilex tugitakayamensis Sasaki
- Ilex tutcheri Merr.

## U
- Ilex uaramae Edwin
- Ilex uleana Loes.
- Ilex umbellata Klotzsch ex Reissek
- Ilex umbellulata (Wall.) Loes.
- Ilex uniflora Benth.
- Ilex uraiensis Mori & Yamamoto
- Ilex urbaniana Loes. ex Urb.
- Ilex urceolatus C.B.Shang, K.S.Tang & D.Q.Du

## V

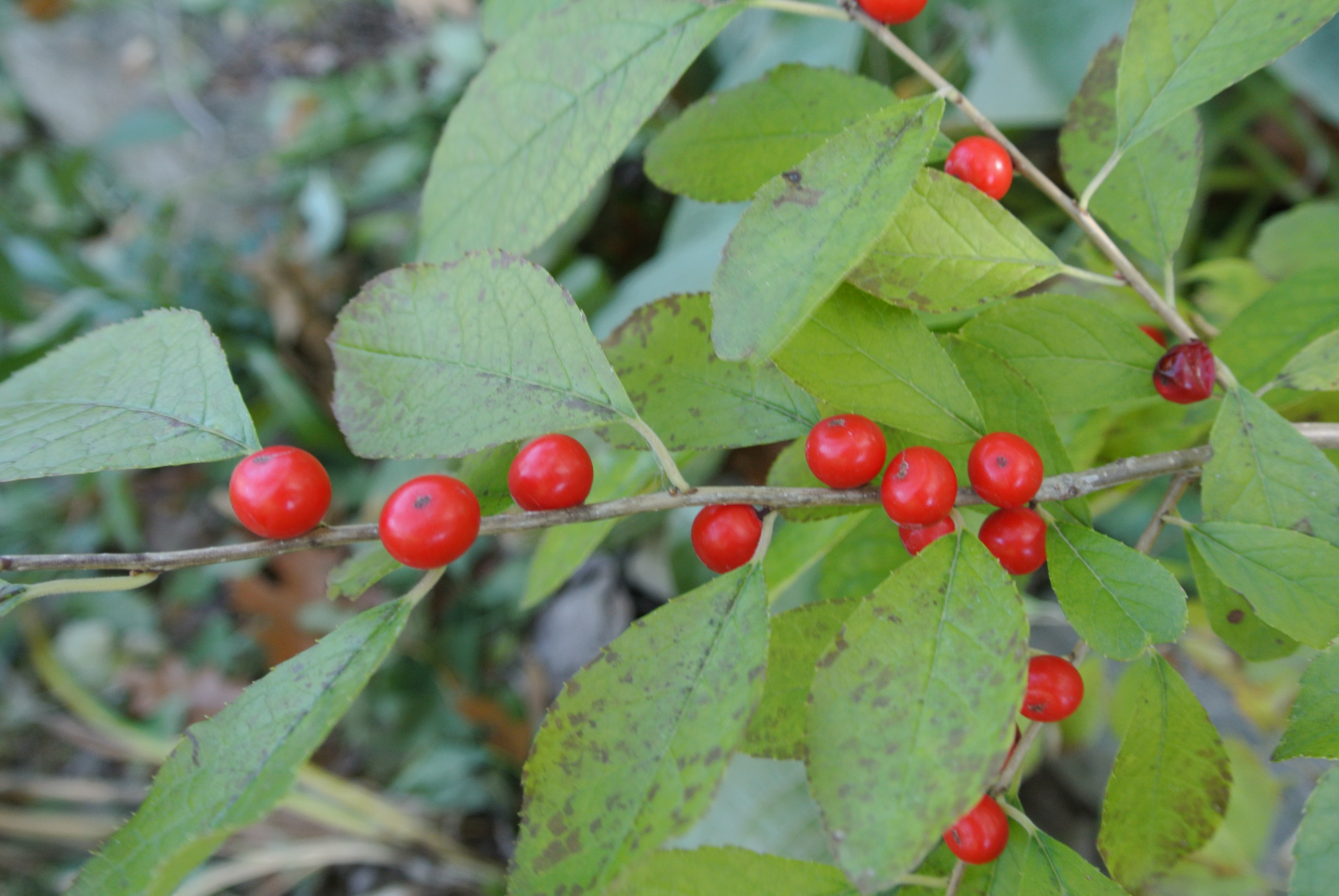
Ilex verticillata

- Ilex vacciniifolia Klotzsch ex Reissek
- Ilex valenzuelana Alain
- Ilex velutina Mart. ex Reissek
- Ilex velutinulosa Cuatrec.
- Ilex venezuelensis Steyerm.
- Ilex venulosa Hook.f.
- Ilex venusta H.Peng & W.B.Liao
- Ilex verisimilis C.J. Tseng ex S.K. Chen & Y.X. Feng
- Ilex verticillata (L.) A. Gray
- Ilex vesparum Steyerm.
- Ilex victorinii Alain
- Ilex vietnamensis T.R.Dudley
- Ilex villosula Loes.
- Ilex virgata Loes.
- Ilex viridis Champ. ex Benth.
- Ilex vitiensis A.Gray
- Ilex volkensiana (Loes.) Kaneh. & Hatus.
- Ilex vomitoria Aiton
- Ilex vulcanicola Standl.

## W
- Ilex walkeri Wight & Gardner ex Thwaites
- Ilex wallichii Hook.f.
- Ilex walsinghamii R.A.Howard
- Ilex × wandoensis C.F.Mill. & M.Kim
- Ilex warburgii Loes.
- Ilex wattii Loes.
- Ilex wenchowensis S.Y. Hu
- Ilex wenzelii Merr.
- Ilex wightiana Wall. ex Wight
- Ilex williamsii Standl.
- Ilex wilsonii Loes.
- Ilex wugongshanensis C.J.Tseng
- Ilex wuiana T.R.Dudley
- Ilex wurdackiana Steyerm.

## X

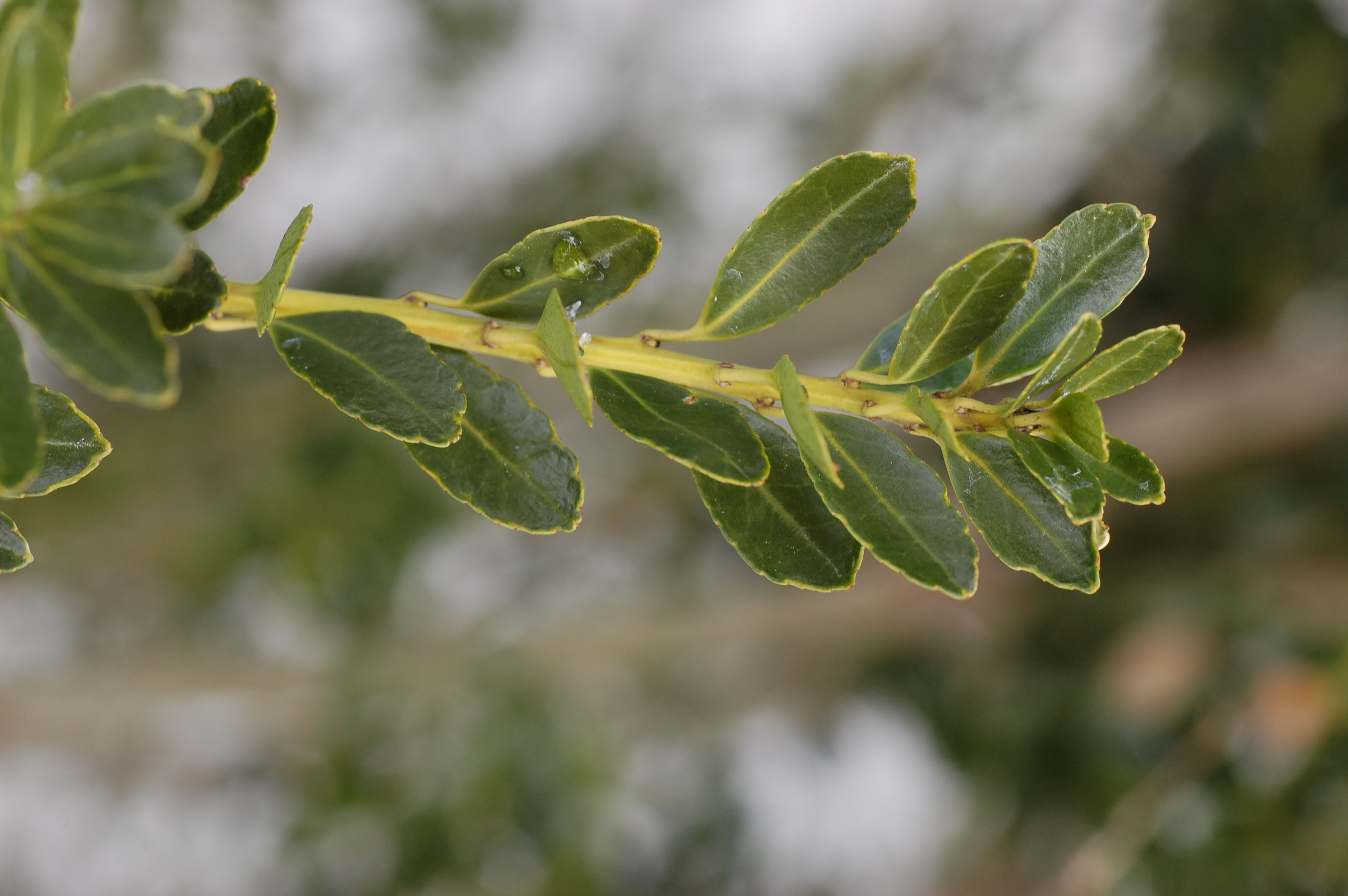
Ilex yunnanensis

- Ilex xiaojinensis Y.Q.Wang & P.Y.Chen

## Y
- Ilex yangchunensis C.J. Tseng
- Ilex yunnanensis Franch.
- Ilex yurumanguinis Cuatrec.
- Ilex yutajensis Wurdack

## Z
- Ilex zeylanica (Hook.f.) Maxim.
- Ilex zhejiangensis C.J.Tseng ex S.K.Chen & Y.X.Feng